# Константин Комнин Анђел
Константин Комнин Анђел (грч. Κωνσταντινος Κομνηνος Αγγελος; око 1151 – после 1199) је био византијски аристократа и војни заповедник, и старији брат царева Исака II Анђела и Алексија III Анђела. Ослепљен по наређењу цара Андроник I Комнина, а његов брат цар Исак II му је по ступања на престо 1185. доделио титулу севастократора.

## Младост и каријера
Константин Комнин Анђел је рођен 1151, најстарији син Андроника Дуке Анђела и Еуфросиније Кастамонитисе. Био је у сродству са владајућом династијом Комнина преко баке и деде по оцу, Константина Анђела и његове жене Теодоре Комнин, ћерке цара Алексија I Комнина (1081–1118). Око 1169/70 оженио се, али се не зна име или породица његове жене. Мора да је имао најмање једног сина, чије име и живот нису познати осим да је претендовао на место наследника цара Алексија III 1199. године, у време цареве болести.
Према дворском песнику и мега друнгарију тес виглес (вишем судском званичнику) Григорију Антиоху, Константин је учествовао у ратовима против Турака Селџука Иконијског султаната, у овим сукобима Константин је учествовао у последњим годинама владавине цара Манојла I Комнина (1143–1180) или за време владавине цара Алексија II Комнина (1180–1183).

## Подршка и противљење цару Андронику I Комнину
У пролеће 1182. царица -  намесница Марија Антиохијска и њен главни министар Алексије Комнин послали су Константиновог оца да се суочи са другим царским рођаком, Андроником Комнином, који се побунио и кренуо на Цариград. Константинов отац је стигао у околину Никомедије, где су му се придружили многи мештани. У бици код Харакса, Андроник Анђел је поражен од побуњеничке војске иако је та војска била на брзину састављена од снага које су, према Хонијату, чинили само „фармери неспособни за рат и контингент пафлагонских војника“, које није водио чак ни искусни командант већ „извесни евнух“. По повратку у Цариград, Константинов отац је био суочен са оптужбама да је присвојио новац намењен за плату војницима. Плашећи се оптужби да подржава побуњенике, по савету својих шест синова, „сви млади срцем и храбри на делу“, према Хонијату, затворио је себе и своју породицу у њиховој палати ограђеној зидинама у Ексокиониону, пре него што је заједно са својом породицом побегао из града, и придружио се Андронику Комнину у Битинији. Охрабрен овим пребегом, Андроник Комнин се преселио у Халкидон, преко Босфора из Цариграда. Након што је мега дукс (главнокомандујући византијске морнарице) Андроник Контостефан са морнарицом пребегао побуњеницима, у граду је избила побуна и врата су се отворила Андронику Комнину, који је сада постао намесник малолетног. цара Алексија II.
Убрзо су, међутим, исти они племићи који су помогли цару Андронику I Комнину да дође на власт сковали заверу против њега, када је постало јасно да он не намерава да их врати на привилеговане положаје које су имали у време владавине цара Манојла I, и да је размишљао да заузме престо за себе. Као и његова браћа, Константин је учествовао у завери против цара Андроника I Комнина, коју су предводили његов отац Андроник Анђел, Андроник Контостефан и логотет дрома (главни министар) Василије Дука Каматер. Међутим, заверу су убрзо открили цареви агенти. Каматер, Контостефан и четворица синова Андроника Анђела, као и многи други чланови завере, били су ухваћени и ослепљени, али су Андроник Анђел и његови синови Константин, Теодор, Алексије и Исак су побегли. Према Хонијату, бежећи од царских војника који су их гонили, Андроник и његови синови нашли су чамац натоварен празним амфорама; бацивши терет преко палубе, укрцали су се у њега и отпловили на сигурно у Акру. Константин се брзо уморио од изгнанства, и вратио се у Цариград, помиривши се са царем Андроником I Комнином. Међутим, убрзо по његовом доласку, цар Андроник I Комнин је одлучно кренуо ка узурпирању власти, тако што је прво убио царицу - мајку Марију Антиохијску (август 1183), затим је уследило његово уздизање за савладара (септембар 1183), и на крају убиство цара Алексија II (октобар 1183), чиме је Андроник I Комнин остао једини цар. Видевши ове догађаје, Константинова млађа браћа Теодор и Исак подигли су побуне у Пруси и Никеји. Вероватно услед ових, или због учешћа у некој завери, Константин је био ослепљен од стране царевих агената.

## Касније живот и смрт
Након успона његовог брата Исака II Анђела (1185–1195, 1203–1204) на престо у септембру 1185. године, Константин је добио високу титулу севастократора. Очигледно је играо неку улогу на двору — Антиохова похвална песма је послата Константину у нади да ће обезбедити значајно званично именовање — али према Антиоху, већину свог времена до краја живота био је посвећен доброчинству.
Његова реакција на збацивање цара Исака II 1195. од стране њиховог рођеног брата Алексија III Анђела (1195–1203) није позната. Међутим, у пролеће 1199. године, када се цар Алексије III разболео од гихта и када се појавило питање његовог наследства (Алексије није имао сина, већ само ћерке), Константин је био међу царским рођацима који су се ватрено такмичили једни са другима, било за себе, било за своје синове — пошто су Константин и његова друга два брата били ослепљени, забрањено им је да обављају царску функцију — иако су сви они, према Хонијату, били безначајне личности. Константинов каснији живот и датум смрти нису познати. У једном тренутку је посветио богато олтарско платно са приказом арханђела, које је опљачкано у Четвртом крсташком рату и донето у базилику Светог Марка у Венецији. Његов печат, са његовим достојанством севастократора, сачуван је у Музеју уметности Фог Универзитета Харвард.